# خورخي لادينس
خورخي لادينس (21 سبتمبر 1986 بغواياكيل في الإكوادور - ) هو لاعب كرة قدم إكوادوري في مركز جناح ‏. شارك مع منتخب الإكوادور لكرة القدم. أما مع النوادي، فقد لعب مع برشلونة جواياكويل ونادي إيميلك ونادي ديبورتيفو إل ناسيونال وديبورتيفو كوينكا وL.D. Estudiantil ‏.

## وصلات خارجية
- خورخي لادينس على موقع قاعدة بيانات كرة القدم.إي يو (الإنجليزية)
- خورخي لادينس على موقع ناشيونال فوتبول تيمز (الإنجليزية)